# Chelidoperca tosaensis
Chelidoperca tosaensis là một loài cá biển thuộc chi Chelidoperca trong họ Cá mú. Loài này được mô tả lần đầu tiên vào năm 2017, và được đặt theo tên của vịnh Tosa (tỉnh Kōchi, Nhật Bản), nơi đầu tiên tìm thấy loài cá này.

## Phân bố và môi trường sống
C. tosaensis có phạm vi phân bố ở Tây Thái Bình Dương. Loài này đã được tìm thấy tại Nhật Bản, phía bắc biển Hoa Đông và Philippines. Các cá thể của C. tosaensis được tìm thấy ở độ sâu khoảng từ 60 đến 302 m.

## Mô tả
Chiều dài lớn nhất đo được ở những mẫu vật của C. tosaensis là 8,3 cm. Vây lưng có nhiều đốm nhỏ màu vàng rải rác xếp thành các hàng sọc chéo trên vây. Một số đốm màu đỏ tạo thành các vệt chéo trên các gai vây lưng. Vây hậu môn có những đốm nhỏ màu vàng tập trung ở nửa sau của vây và phần gốc. Vây đuôi có các hàng đốm vàng và trắng xen kẽ với nhau; các hàng đốm đỏ nằm ở thùy đuôi dưới. Hai bên thân có các hàng đốm màu đỏ sẫm theo chiều dài cơ thể.
Số gai ở vây lưng: 10; Số tia vây mềm ở vây lưng: 9 - 10; Số gai ở vây hậu môn: 2 - 3; Số tia vây mềm ở vây hậu môn: 6 - 7; Số gai ở vây bụng: 1; Số tia vây mềm ở vây bụng: 5; Số tia vây mềm ở vây ngực: 14 - 16; Số vảy ở đường bên: 34 - 35.